# Johann Gottfried Tannauer
 Johann Gottfried Tannauer  (aussi transcrit Dannhauer) était un peintre allemand qui travailla principalement en Russie pour Pierre le Grand.

## Biographie
D’abord artisan en Souabe, il devient par la suite peintre de formation.
Il rejoint la cour des Romanovs a Saint-Pétersbourg.
Il devient un portraitiste et miniaturiste de renom.